# Bydgoszcz
Bydgoszcz (in tedesco Bromberg, nel XIX secolo in italiano Bramberga) è una città polacca situata nella parte nord-occidentale del Paese con una popolazione di 330038 abitanti (2022) e una superficie di 175,98 km²; insieme a Toruń, è uno dei due capoluoghi del voivodato della Cuiavia-Pomerania. Per popolazione Bydgoszcz è l'ottava città polacca. La città è capoluogo del voivodato come sede del voivoda, dell'amministrazione finanziaria, delle risorse interne e della Polizia. Sede vescovile cattolica dal 2004.

## Geografia fisica

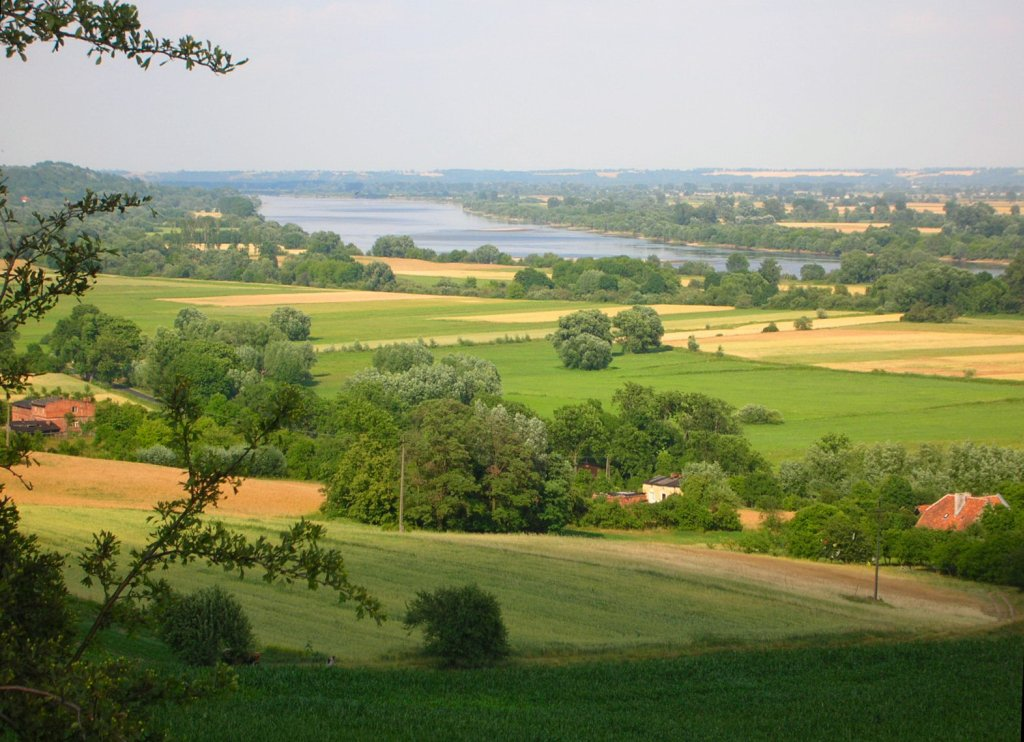
Paesaggio naturale di Myślęcinek

### Territorio
Si trova circa 100 km a nordest di Poznań e circa 140 km a sud di Danzica.
È attraversata dal fiume Brda, poco prima che confluisca nella Vistola, ed è collegata attraverso il canale di Bydgoszcz (in polacco Kanal bydgoski) ai fiumi Netze e Oder.

### Clima
Bydgoszcz è caratterizzata da un clima continentale molto variabile a seconda della stagione. Le stagioni invernali sono umide e fredde con nevicate piuttosto frequenti, mentre le stagioni estive sono prevalentemente calde.
| Bydgoszcz (1991-2020) Fonte: meteomodel.pl | Mesi         | Mesi         | Mesi         | Mesi        | Mesi        | Mesi        | Mesi        | Mesi        | Mesi        | Mesi        | Mesi         | Mesi         | Stagioni | Stagioni | Stagioni | Stagioni | Anno  |
| Bydgoszcz (1991-2020) Fonte: meteomodel.pl | Gen          | Feb          | Mar          | Apr         | Mag         | Giu         | Lug         | Ago         | Set         | Ott         | Nov          | Dic          | Inv      | Pri      | Est      | Aut      | Anno  |
| ------------------------------------------ | ------------ | ------------ | ------------ | ----------- | ----------- | ----------- | ----------- | ----------- | ----------- | ----------- | ------------ | ------------ | -------- | -------- | -------- | -------- | ----- |
| T. max. media (°C)                         | 1,1          | 2,7          | 6,9          | 14,1        | 19,4        | 22,1        | 24,6        | 23,9        | 18,6        | 12,7        | 6,2          | 2,0          | 1,9      | 13,5     | 23,5     | 12,5     | 12,9  |
| T. media (°C)                              | −1,5         | −0,4         | 2,5          | 8,5         | 13,7        | 16,7        | 19,1        | 18,2        | 13,3        | 8,2         | 3,5          | −0,3         | −0,7     | 8,2      | 18,0     | 8,3      | 8,5   |
| T. min. media (°C)                         | −3,7         | −3,0         | −0,8         | 3,5         | 8,1         | 11,2        | 13,7        | 13,1        | 9,3         | 5,1         | 1,3          | −2,4         | −3,0     | 3,6      | 12,7     | 5,2      | 4,6   |
| T. max. assoluta (°C)                      | 13,0 (1993)  | 14,1 (1959)  | 22,8 (1968)  | 30,7 (2012) | 31,9 (1979) | 35,5 (2000) | 38,3 (1959) | 37,0 (1992) | 33,4 (1975) | 28,2 (1966) | 19,5 (1968)  | 15,0 (1961)  | 15,0     | 31,9     | 38,3     | 33,4     | 38,3  |
| T. min. assoluta (°C)                      | −29,9 (1963) | −26,6 (1970) | −25,4 (1965) | −8,5 (1957) | −5,1 (1971) | −1,8 (1966) | 2,5 (1956)  | 1,9 (1973)  | −4,0 (1977) | −8,3 (1966) | −19,6 (1965) | −24,2 (1969) | −29,9    | −25,4    | −1,8     | −19,6    | −29,9 |
| Giorni di calura (Tmax ≥ 30 °C)            | 0,0          | 0,0          | 0,0          | 0,1         | 0,3         | 1,1         | 4,0         | 1,7         | 0,0         | 0,0         | 0,0          | 0,0          | 0,0      | 0,4      | 6,8      | 0,0      | 7,2   |
| Giorni di gelo (Tmin ≤ 0 °C)               | 21,0         | 19,3         | 16,2         | 5,3         | 0,5         | 0,0         | 0,0         | 0,0         | 0,1         | 3,8         | 10,2         | 19,3         | 59,6     | 22,0     | 0,0      | 14,1     | 95,7  |
| Giorni di ghiaccio (Tmax ≤ 0 °C)           | 11,2         | 6,8          | 1,6          | 0,0         | 0,0         | 0,0         | 0,0         | 0,0         | 0,0         | 0,0         | 2,2          | 8,9          | 26,9     | 1,6      | 0,0      | 2,2      | 30,7  |
| Nuvolosità (okta al giorno)                | 5,4          | 5,2          | 4,7          | 4,2         | 4,0         | 4,1         | 4,0         | 4,0         | 4,2         | 4,6         | 5,7          | 5,5          | 5,4      | 4,3      | 4,0      | 4,8      | 4,6   |
| Precipitazioni (mm)                        | 34,3         | 26,3         | 36,4         | 28,2        | 52,8        | 56,7        | 83,4        | 55,6        | 48,0        | 40,1        | 33,6         | 36,9         | 97,5     | 117,4    | 195,7    | 121,7    | 532,3 |
| Giorni di pioggia                          | 8,9          | 6,7          | 8,2          | 6,3         | 8,4         | 8,7         | 10,1        | 8,5         | 7,7         | 7,8         | 7,8          | 8,3          | 23,9     | 22,9     | 27,3     | 23,3     | 97,4  |
| Nevicate (cm)                              | 94,9         | 76,8         | 28,7         | 1,6         | 0,0         | 0,0         | 0,0         | 0,0         | 0,0         | 0,0         | 10,8         | 59,1         | 230,8    | 30,3     | 0,0      | 10,8     | 271,9 |
| Umidità relativa media (%)                 | 86,8         | 86,6         | 81,4         | 71,5        | 69,7        | 71,1        | 73,6        | 75,4        | 81,7        | 86,3        | 90,5         | 89,3         | 87,6     | 74,2     | 73,4     | 86,2     | 80,3  |
| Vento (direzione-m/s)                      | 3,5          | 3,6          | 3,5          | 3,1         | 3,1         | 3,2         | 2,9         | 2,5         | 2,7         | 2,9         | 3,1          | 3,0          | 3,4      | 3,2      | 2,9      | 2,9      | 3,1   |

## Origini del nome
Significa "focolare della vedetta".
La seconda parte del nome 'goszcz' deriva da 'gost-jь' o probabilmente da 'gost-ja', un'antica radice slava che si riferisce ad un insediamento commerciale urbano o suburbano (presente infatti anche in Małogoszcz e Skorogoszcz).
Un'altra teoria è legata ad una leggenda che narra di due fratelli uno di nome Byd e l'altro Gost che, attratti dalla bellezza del fiume e dalla originalità dei luoghi, decisero, soprattutto per impulso del primo, di stabilire lì il proprio nucleo familiare. Da qui il nome e l'origine della città.
Il nome 'Byd-gost' contiene anche elementi arcaici della radice proto-slava 'Byd', che indica una variante del verbo 'aumentare' (dal Russo antico 'vъzbydati' = stimolante, proto-slava 'bъděti' / 'bъd' ǫ '= non dormire, essere vigile), unito alla radice slava comune 'goszcz', che può anche designare il camino.
In latino la città veniva chiamata Bydgostia o Bidgostia.

## Storia

### Neolitico
La zona dell'odierna città era già stata popolata fin dal neolitico, grazie alla sua peculiare posizione geografica e alla via dell'ambra che attraversava quest'area.

### Età medievale
Le più antiche notizie sulla città di Bydgoszcz (originariamente Bydgozcya) risalgono al XIII secolo e parlano già della sua importanza come città di transito e come fortezza.
Appartenne ai cavalieri teutonici dal 1327 al 1343 e ricevette i diritti di città per mano di Casimiro il Grande nel 1346.

### Età moderna

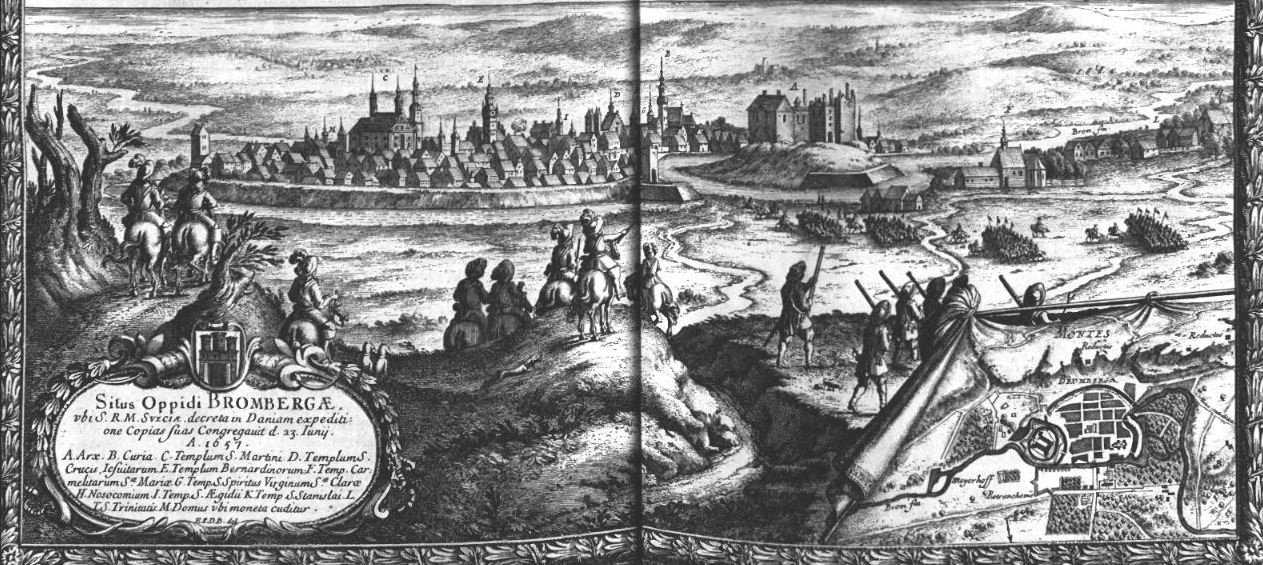
Panorama di Bydgoszcz del 1657

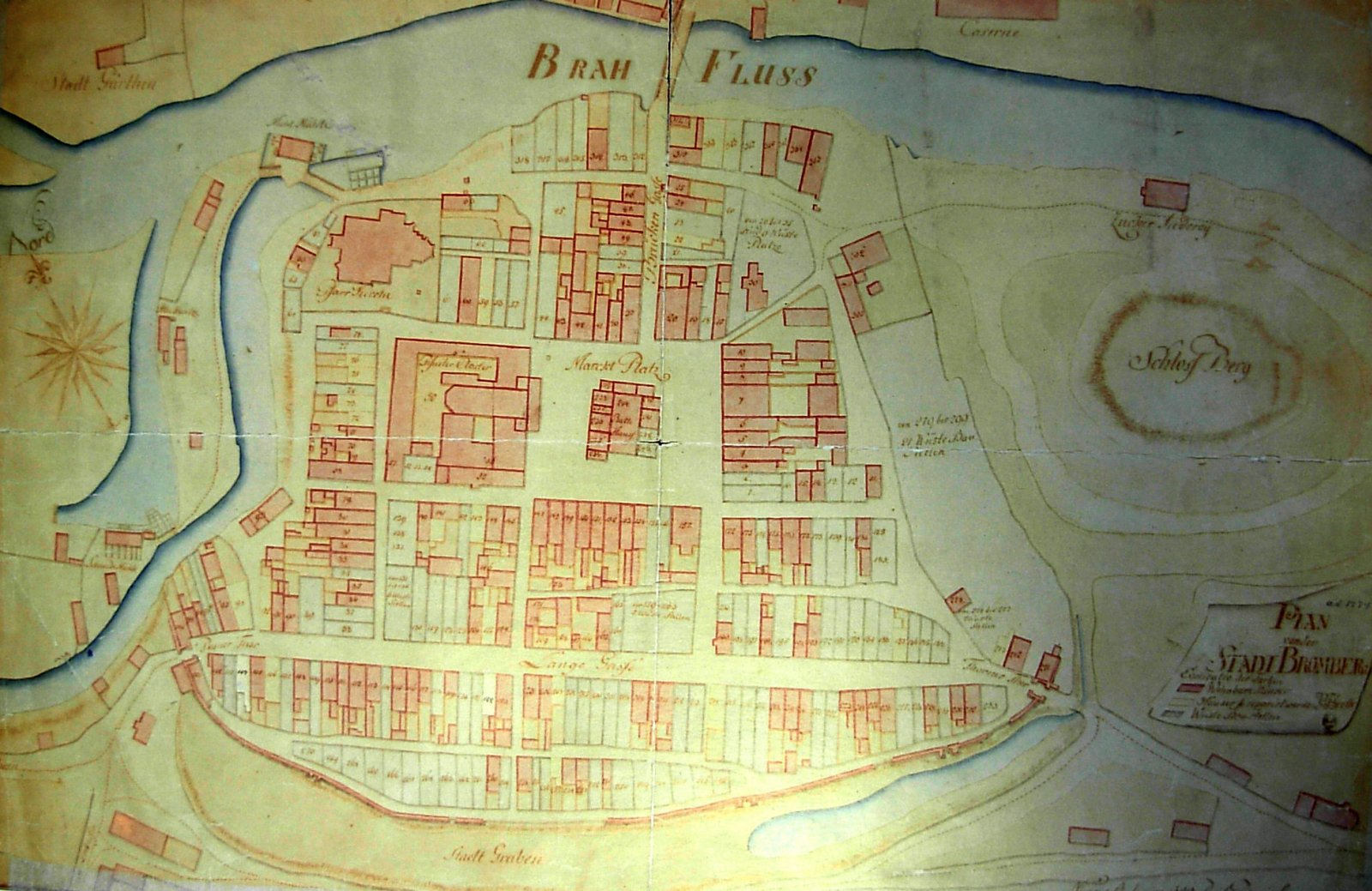
Bydgoszcz nel 1774

Nel 1550 Bydgoszcz ricevette il privilegio reale non tolerandis Judaeis (privilegio per tolleranza zero degli ebrei), che rimase fino al XVIII secolo.
Nel 1629, con la fine della guerra polacco-svedese del 1626-1629, la città fu conquistata dalle truppe svedesi guidate da re Gustavo II Adolfo di Svezia.
La città fu conquistata una seconda e terza volta dalla Svezia nel 1656 e nel 1657 durante la Seconda guerra del nord. In quest'ultima occasione il castello fu distrutto completamente e da allora è rimasto un rudere. Dopo la guerra solo 94 case erano abitate, 103 erano vuote e 35 rimasero bruciate. Anche la periferia era stata danneggiata in modo considerevole.
Sempre nel 1657 fu firmato a Bydgoszcz il Trattato di Wehlau tra la Polonia e la Marca del Brandeburgo, col quale trattato la Prussia orientale ottenne l'indipendenza dalla Polonia.
Nella prima spartizione della Polonia del 1772, Bydgoszcz passò alla Prussia e fu ribattezzata Bromberg. Sotto Federico II di Prussia la città, ancora derelitta a causa degli assedi, fu ricostruita e dotata di un canale che la collegava a Nakel (Nakło).

### Età contemporanea

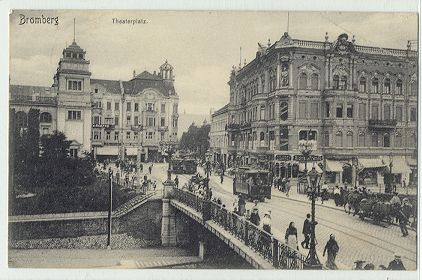
Piazza Teatralny nel 1911

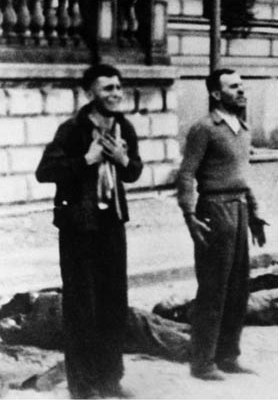
Cittadini polacchi prima di essere fucilati durante la Domenica di sangue

Dal 1807 al 1815 appartenne al Ducato di Varsavia ed era capoluogo di provincia.
Col Trattato di Vienna del 1815 passò di nuovo alla Prussia e nel 1918 tornò alla Polonia.
Nel 1919 la città fu assegnata al neo sovrano della Polonia da parte della Conferenza di pace di Parigi e dal trattato di Versailles, ed appartenne al voivodato di Poznań. Alla popolazione locale fu richiesto di acquisire la cittadinanza polacca o di lasciare il paese. Ciò portò ad un calo costante e significativo dei tedeschi etnici, il cui numero all'interno della città diminuì da 74.292 nel 1910 a 11.016 nel 1926 e da 31.212 a 13.281 all'interno del distretto.
Il 3 settembre del 1939, pochi giorni dopo l'invasione tedesca della Polonia e lo scoppio della Seconda guerra mondiale, a Bydgoszcz vennero trucidati dai nazisti più di 1.000 polacchi, comprese alcune dozzine di boy-scout dell'età di 12-16 anni: tutti furono messi in fila contro un muro, nella piazza del mercato, e fucilati. La vicenda è tuttora ricordata col nome di Domenica di sangue.
Dal 1945 al 1947 è stata capitale del voivodato della Pomerania, e dal 1947 al 1998 del voivodato di Bydgoszcz.
Dal 1989, quando l'autogoverno locale e regionale è stato gradualmente reintrodotto e l'economia di mercato è stata ripristinata, Bydgoszcz ha subito profonde trasformazioni sociali ed economiche. Dal 2004 è sede della diocesi di Bydgoszcz, eretta in quell'anno da Giovanni Paolo II.

## Monumenti e luoghi d'interesse

### Architetture civili
Nella città vecchia, nella piazza Stary Rynek (il mercato vecchio) si trovano il Palazzo Municipale, la Biblioteca Comunale e, nelle vicinanze, il Mercato coperto neogotico e il grande edificio del Tribunale Distrettuale. Secondo una leggenda in un palazzo situato nel lato est della piazza appare due volte al giorno la figura di Pan Twardowski, personaggio che avrebbe venduto l'anima al diavolo, il quale si inchina verso i presenti e scoppia poi in un'ironica risata.
Sul fiume Brda vi è l'isola del Mulino dove sono conservati i resti dell'antica zecca funzionante fino al 1700 oltre che antichi mulini e granai che caratterizzano il paesaggio. Da qui è possibile scorgere La Venezia di Bydgoszcz, luogo pittoresco che è meta di moltissimi pittori.
Via Cieszkowskiego presenta un gran numero di abitazioni tipiche dello stile floreale dell'Ottocento e del Novecento; altre si trovano in via Dluga e via Farna. In piazza della Libertà c'è una palazzina d'angolo simbolo di questo stile; in via Gdanska vi è poi l'imponente hotel Pod Orlem.

### Architetture religiose

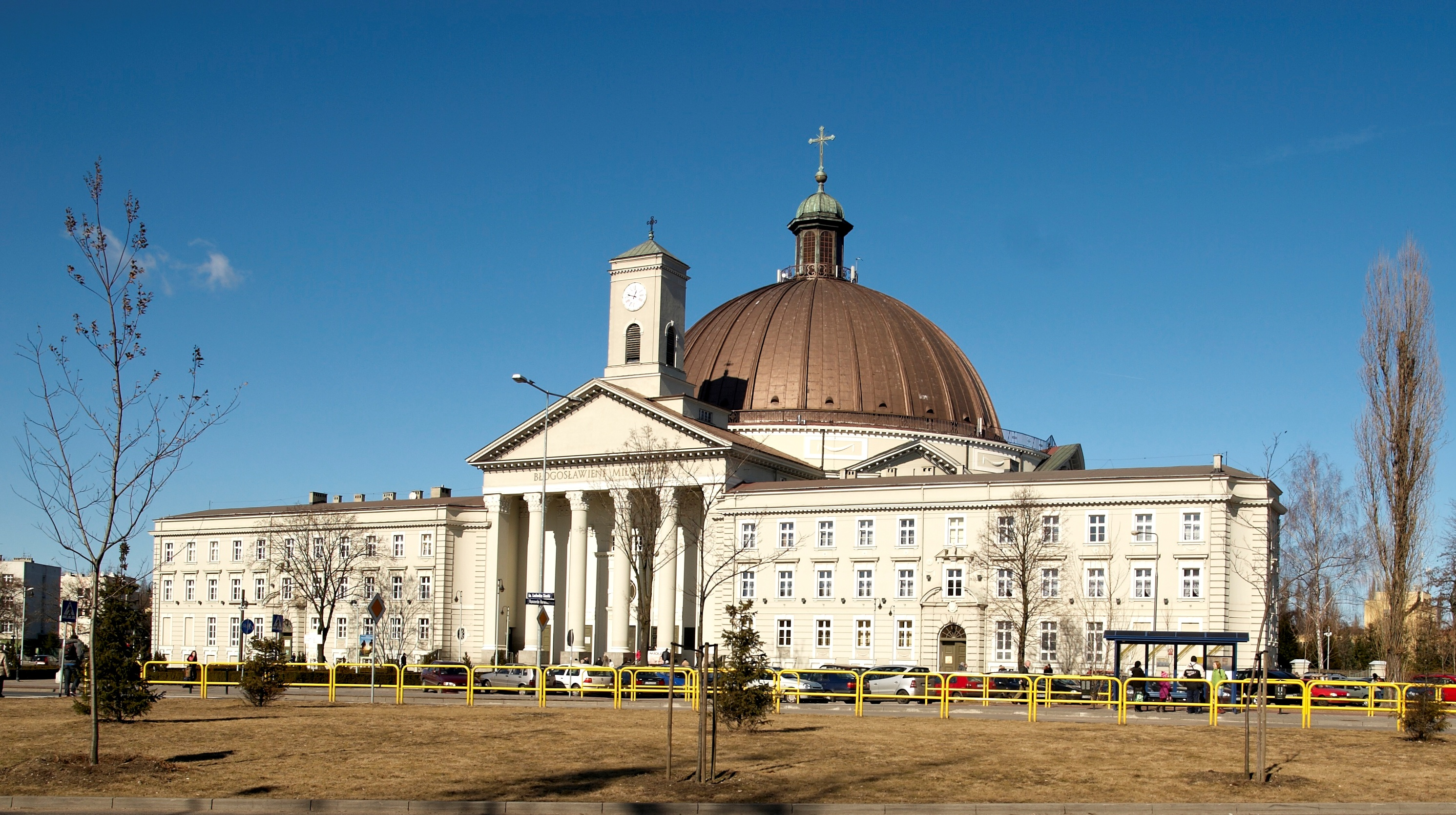
Basilica di San Vincenzo

Bydgoszcz, da sempre città cattolica con ancora oggi circa il 90% di cattolici, è dal 2004 sede vescovile della diocesi di Bydgoszcz. 
Possiede numerose chiese importanti tra cui:
- La Cattedrale gotica del XV secolo, santuario della Madonna del Divino Amore, ha nell'altare principale un quadro detto della Madonna con la Rosa particolarmente ammirato dagli innamorati e dagli sposi.
- La Chiesa dell'Assunzione della Beata Vergine Maria, detta delle Clarisse, costruita nel 1582, presenta una volta policromata rinascimentale, il soffitto a cassettoni di legno del XVII secolo ed una grata che separa il presbiterio dalla navata principale. Dalla torre di questa tre volte al giorno una tromba suona una composizione di Konrad Palubicki.
- La Basilica minore dei fratelli missionari di San Vincenzo dè Paoli è la chiesa più grande di Bydgoszcz, ma è anche la più grande costruzione della Polonia progettata sul modello del Pantheon di Roma, con la sua neoclassicistica cupola alta 65 metri e con un diametro di 40 metri. La chiesa è situata in un quartiere molto verde e circondata da un ampio parco.

### Monumenti
Nel cuore del centro storico si trovano molti monumenti caratteristici dello stile liberty o art noveau.
Nella città vecchia si trova il Przechodzący przez rzekę, monumento del 1º maggio 2004 quando la Polonia aderì all'Unione europea, che rappresenta un acrobata ondeggiante su una corda tesa tra le due sponde del fiume Brda.

### Aree naturali
La città è anche ricca di parchi cittadini: a Myślęcinek, a pochi passi dal centro, si trova un'area verde di 840 ettari che comprende oltre 100 diverse specie di animali e piante.

## Società

### Evoluzione demografica
L'evoluzione demografica di Bydgoszcz fino al 2013

## Cultura
Bydgoszcz è un importante centro culturale del Paese, specialmente per la musica. Le tradizioni teatrali comunali risalgono al XVII secolo, quando il Collegio dei Gesuiti costruì il teatro. Nel 1824 un teatro stabile fu eretto per poi essere ricostruito, nel 1895, in forma monumentale dall'architetto berlinese Heinrich Seeling. La prima scuola di musica fu fondata a Bydgoszcz nel 1904, ed aveva stretti legami con la ben nota fabbrica europea di pianoforti di Bruno Sommerfeld. Numerose orchestre e cori, sia in tedesco (Gesangverein, Liedertafel) che in polacco (Sant'Adalberto Halka, Moniuszko), hanno reso la città la loro casa. Dal 1974 Bydgoszcz è stata sede di una prestigiosa Accademia di musica. Bydgoszcz è anche un luogo importante per la cultura europea contemporanea; è uno dei più importanti centri europei di musica jazz: il club Mózg è stato fondato a Bydgoszcz da Jacek Majewski e Slawomir Janicki. Bydgoszcz era tra i candidati per il titolo di Capitale europea della cultura nel 2016.

### Istruzione

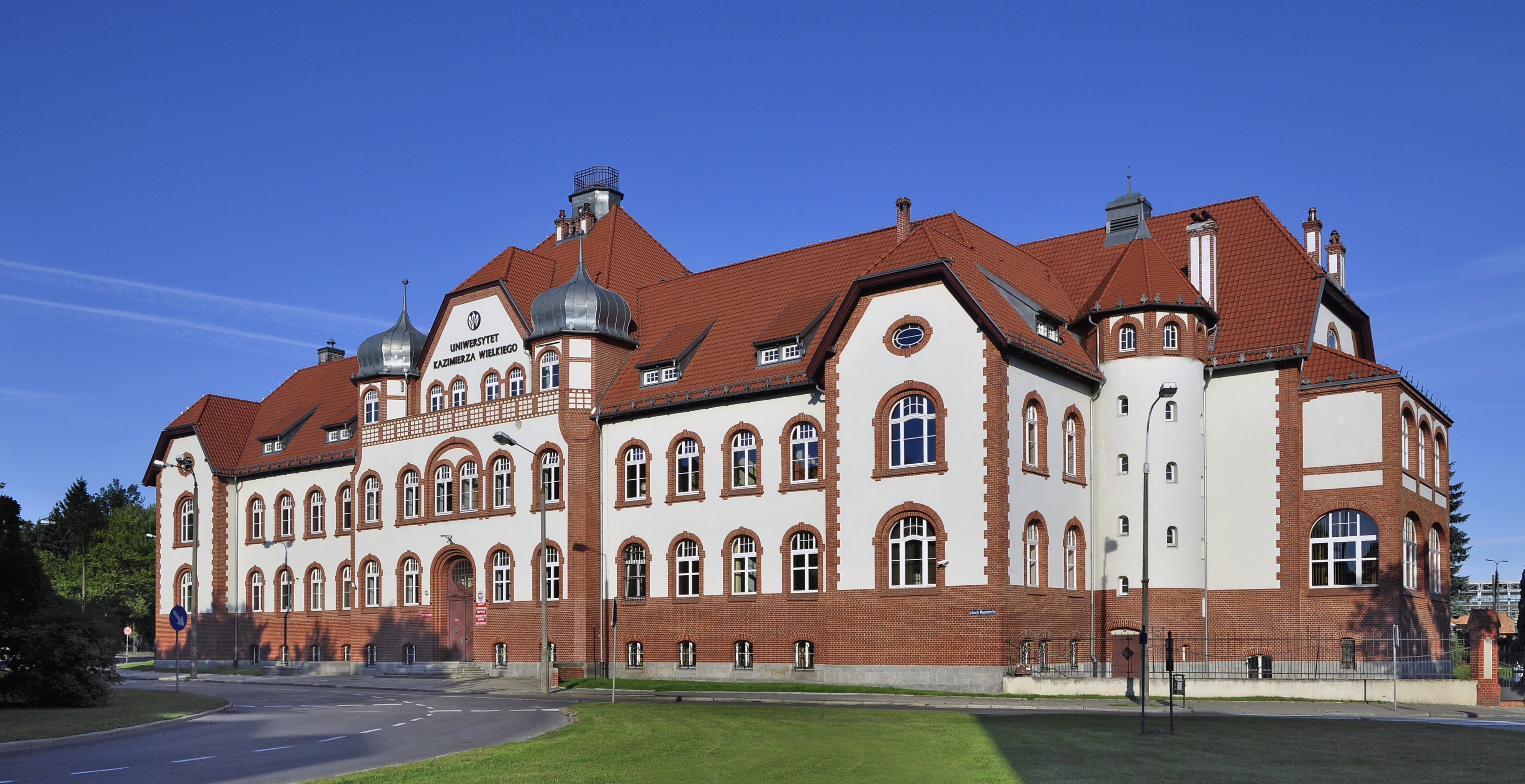
Università Casimiro il Grande

Insieme a Torun Bydgoszcz è il più importante centro universitario della regione con una notevole quantità di Università e Magisteri. 
Tra le più importanti vi sono:
- L'Università Casimiro il Grande
- L'Università delle Scienze Tecniche e Naturali
- L'Accademia di Musica
- Il Collegium Medicum
- Il Centro d'Istruzione dei Militari Nato (JFTC).

#### Musei

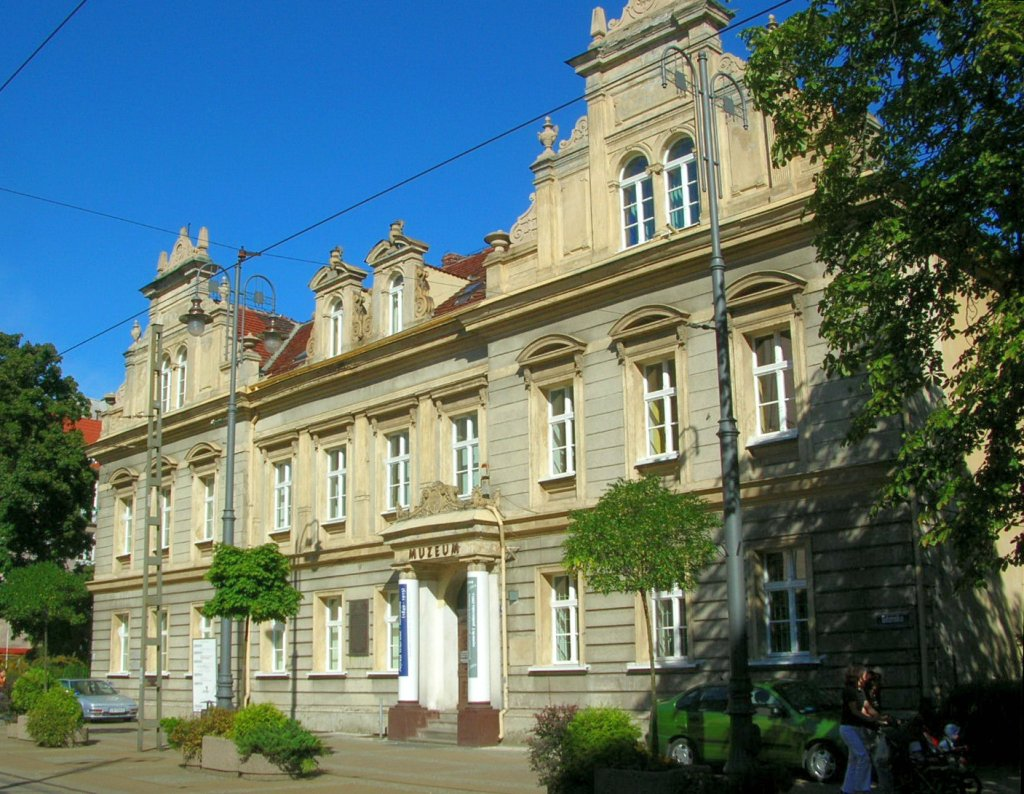
Il museo cittadino a via Gdańska, originariamente un convento di suore del XVII secolo

Muzeum Okręgowe im. Leona Wyczółkowskiego (Museo Leon Wyczółkowski) è un museo di proprietà comunale. Oltre ad una vasta collezione di opere di Leon Wyczółkowski, ospita permanenti e temporanee mostre di arte. Ha sede a diversi edifici, tra cui i vecchi granai sul fiume Brda e Mill Island. A Bydgoszcz il Museo Militare di Pomerania è specializzato nella documentazione più recente (XIX secolo e XX secolo) della storia militare polacca, in particolare la storia del Distretto Militare di Pomerania e diverse altre unità presenti nella zona. La città ha molte gallerie d'arte, due orchestre sinfoniche e da camera e cori. Le strutture culturali di Bydgoszcz comprendono anche le librerie (tra cui il Provinciale e la Biblioteca pubblica municipale con una vasta collezione di volumi dal XV secolo al XIX secolo e libri antichi)

### Teatro

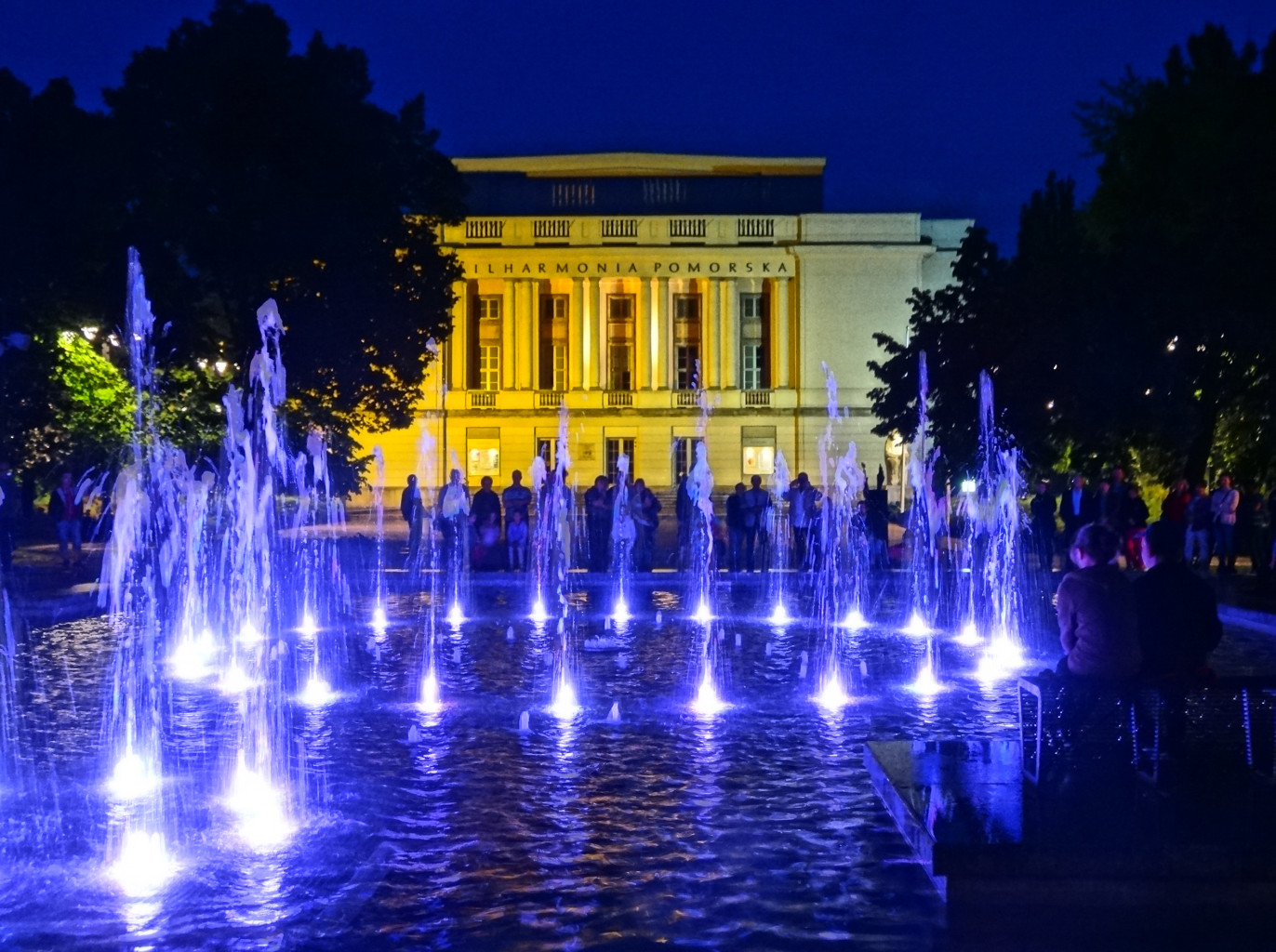
Filharmonia Pomorska im. Ignacego Jana Paderewskiego con fontana

Teatr Polski im Hieronima Konieczki (Teatro Polacco di Hieronim Konieczka): Nonostante il suo nome, il teatro offre una vasta gamma di spettacoli sia di origine nazionale che estera. Esso invita anche regolarmente ospiti di un gran numero di spettacoli itineranti. Fondata nel 1949, dal 2002 il teatro ha preso parte al "Festiwal Prapremier", dove i più rinomati teatri polacchi mettono in scena le loro ultime anteprime. Ci sono anche una serie di compagnie teatrali private che operano a Bydgoszcz.
Negli anni 1960-1986 ci fu un teatro all'aperto; la riattivazione di questo è attualmente perseguita dal Theatre Culture Association, "Fides", e dalla scuola di recitazione A. Grzymala-Siedlecki.

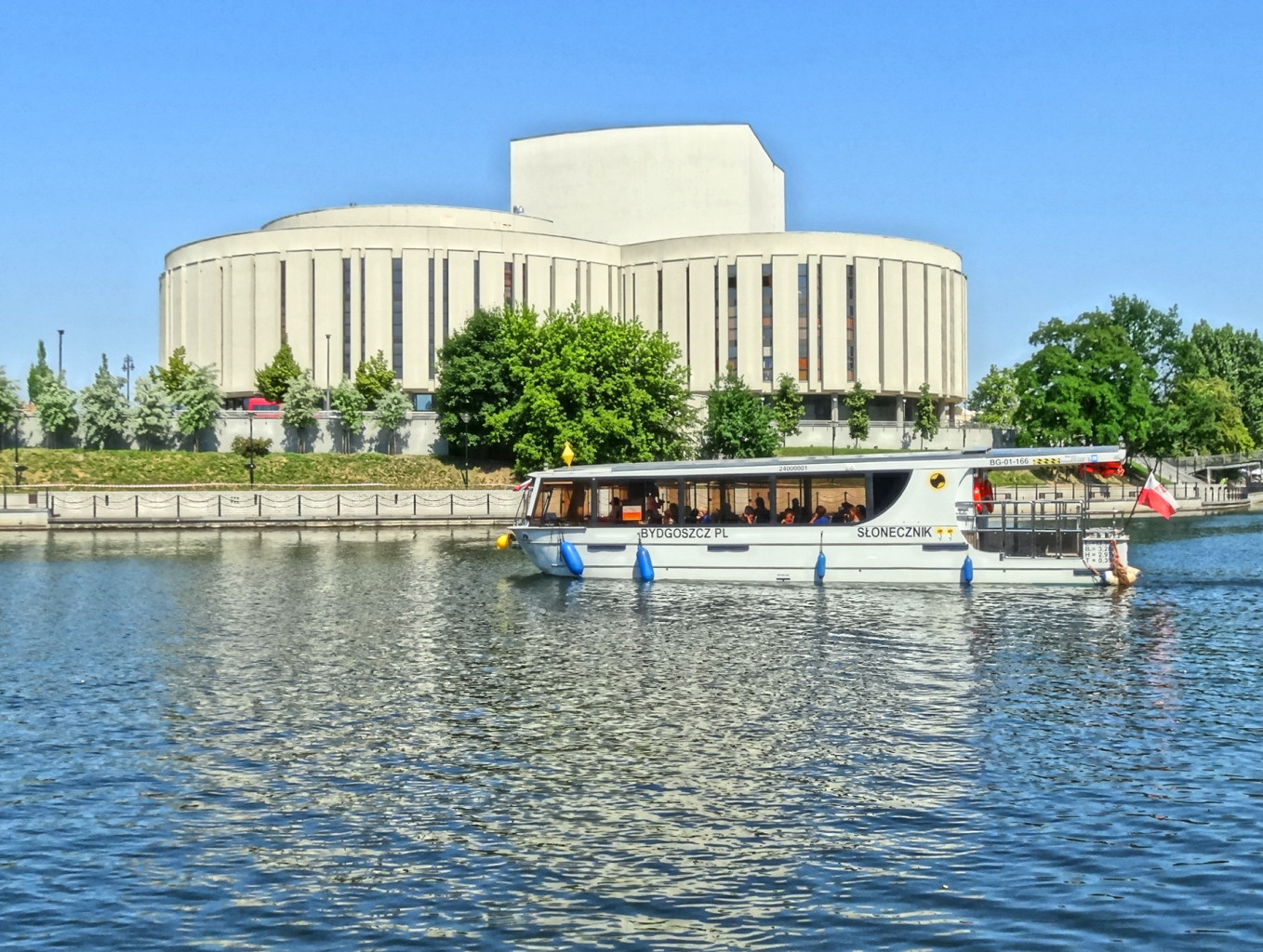
L'Opera Nova sulla riva del fiume Brda

Il Filharmonia Pomorska im. Ignacego Jana Paderewskiego, chiamato così per Ignacy Jan Paderewski, esiste dal 1953. La sala da concerto, che può ospitare 920 persone è classificato, in termini di suono, come uno dei migliori in Europa; ciò è confermato da artisti e critici noti (tra cui J. Waldorff). A causa del fenomeno di acustica, attira l'interesse di molti artisti famosi. La tappa di Bydgoszcz è stata frequentata da molte celebrità internazionali, tra cui Arthur Rubinstein, Benjamin Britten, Witold Malcuzynski, Luciano Pavarotti, Shlomo Mintz, Mischa Maisky, Kevin Kenner, Kurt Masur, Kazimierz Kord, Jerzy Maksymiuk e Antoni Wit. Negli ultimi anni, la città ha anche ospitato una eccellente gamma di gruppi come la BBC Radio Symphony Orchestra, la National Polish Radio Symphony Orchestra e altri.
L'Opera Nova, situata sul Brda ed in vigore dal 1956, iniziò la costruzione di un nuovo edificio nel 1974, che era composto da tre sale principali. L'Opera Nova è diventata la vetrina culturale di Bydgoszcz in tutto il mondo. Considerando la breve storia del Teatro dell'Opera, il suo successo è stato sorprendente; un gran numero di famosi cantanti lirici vi hanno suonato e anche le truppe teatrali dal Wrocław Opera, Teatro di Leningrado, Mosca, Kiev, Minsk e Fondazione Gulbenkian di Lisbona, vi hanno fatto apparizioni.

### Cinema
- Il Film Festival Internazionale dell'Arte Cinematografica CAMERIMAGE, festival dedicato alla cinematografia ed alla fotografia cinematografica, si svolge a Bydgoszcz dal 2010

### Musica

#### Musica classica
- Filharmonia Pomorska im. Ignacego Paderewskiego (Filarmonica della Pomerania – Sala concerti di Ignacy Paderewski) – grazie alle superbe qualità acustiche progettate della principale sala da concerto, è una delle migliori sale da concerto di musica classica in Europa.

#### Musica popolare
| - Concerti di musica popolare a Bydgoszcz si tengono di solito alla Filarmonica della Pomerania, Łuczniczka, Zawisza e negli stadi della Polonia così come nelle pianure di Rozopole di Myslecinek, alla periferia della città. - Alternative music festival "Low Fi" Archiviato il 21 novembre 2015 in Internet Archive., | - Smooth Festival Złote Przeboje Bydgoszcz - Eska Music Festival Bydgoszcz | - Hity na Czasie Festival Bydgoszcz - Bydgoszcz Hit Festival |

## Geografia antropica

### Suddivisioni amministrative
| Quartiere           | Popolazione (Persone) |
| Górny Taras         | 147,2                 |
| Dolny Taras         | 102,7                 |
| Fordon              | 75,0                  |
| Dzielnica Zachodnia | 40,8                  |

## Economia
È un importante centro industriale e commerciale, al centro di una regione intensivamente coltivata. La sua posizione centrale ne fa un importante snodo delle vie di traffico.

### Grandi aziende
| - Projprzem SA, su projprzem.com. - Zachem SA Ciech Chemical Group, su zachem.com.pl. URL consultato il 2 novembre 2015 (archiviato dall'url originale il 5 luglio 2015). - Zespół Elektrociepłowni Bydgoszcz SA, su zecbyd.com.pl. URL consultato il 2 novembre 2015 (archiviato dall'url originale il 26 gennaio 2019). - PESA Rail Vehicles | - GCB Centrostal-Bydgoszcz S.A., su centrostal.pl. - Bipromasz – Biuro Projektowo – Handlowe, su bipromasz.pl. - Oponeo SA - Vivid Games | - Przedsiębiorstwo Innowacyjno-Wdrożeniowe "Wamet" Sp. z o.o., su wamet.pl. - Alcatel-Lucent - Atos - Frosta |

## Infrastrutture e trasporti

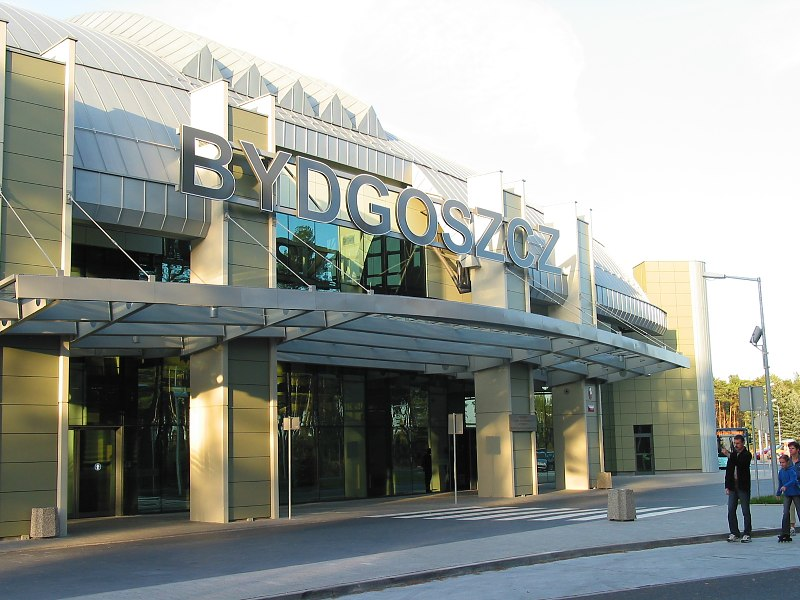
Aeroporto di Bydgoszcz

La città vanta una rete di trasporto sviluppata e ben gestita

### Aeroporti
- Aeroporto di Bydgoszcz

### Ferrovie
- Stazione "Bydgoszcz Centrale" (Dworzec Bydgoszcz Główna)
- Bydgoszcz Leśna
- Bydgoszcz Wschód
- Bydgoszcz Zachód
- Bydgoszcz Łęgnowo
- Bydgoszcz Bielawy
- Bydgoszcz Osowa Góra
- Bydgoszcz Fordon

### Bus e tram
- I bus locali sono gestiti dalla ZDMiKP Bydgoszcz
- La Rete tranviaria di Bydgoszcz è gestita dalla MZK Bydgoszcz
- La PKS Bydgoszcz gestisce gli inter-city e le rotte dei bus internazionali

## Amministrazione

### Gemellaggi
- Čerkasy
- Hartford
- Kragujevac
- Kremenčuk
- Mannheim
- Ningbo
- Pavlodar
- Patrasso
- Perth
- Reggio Emilia
- Tempe
- Wilhelmshaven

## Sport

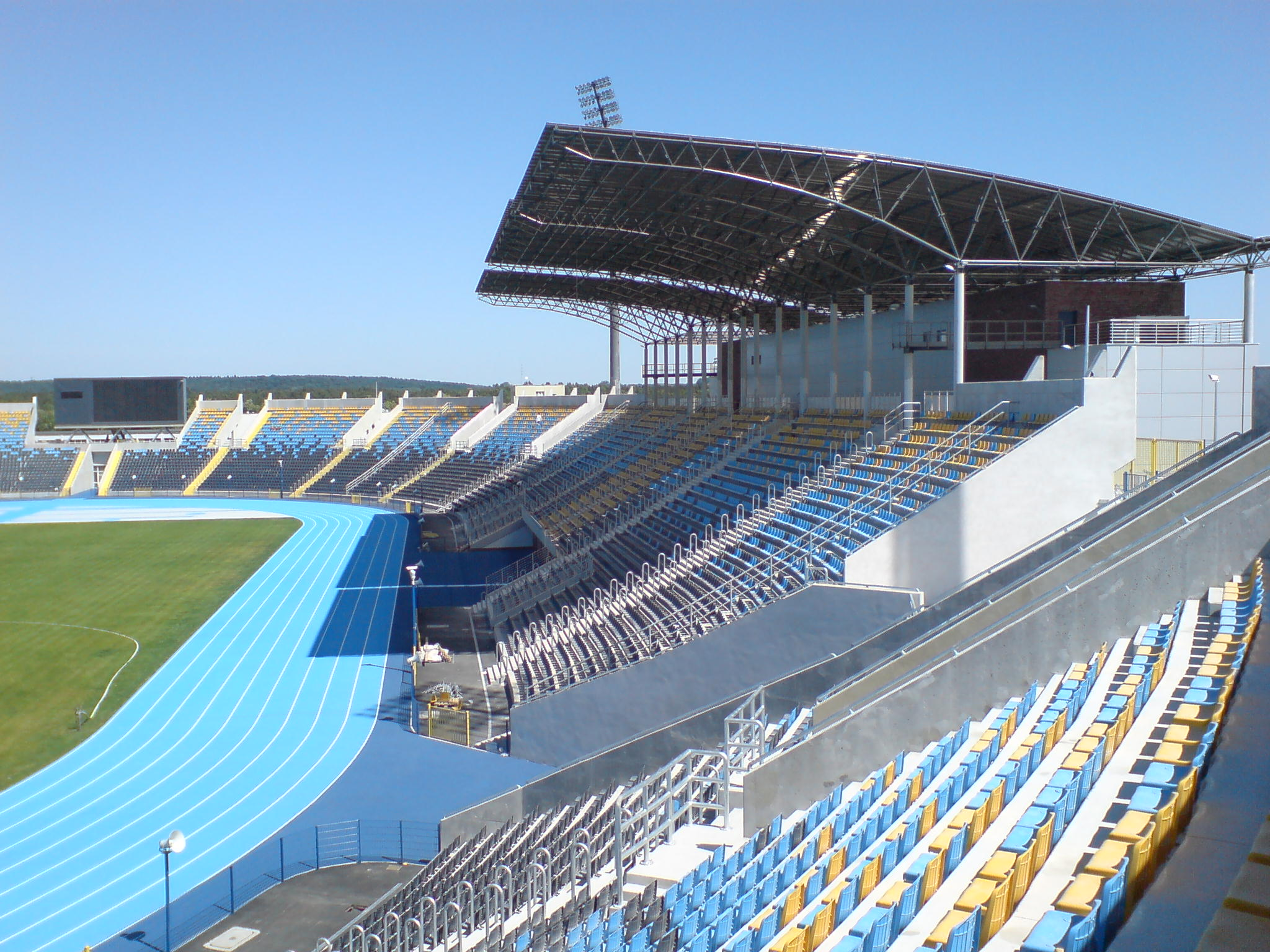
Stadion im. Zdzisława Krzyszkowiaka

### Società sportive
- Astoria Bydgoszcz, società polacca di pallacanestro maschile di Bydgoszcz
- Polonia Bydgoszcz, società sportiva in genere, gioca allo Stadion Polonii Bydgoszcz ed inoltre è particolarmente versata nello Speedway
- Zawisza Bydgoszcz, società calcistica con sede nella città di Bydgoszcz
- Klub Sportowy Pałac Bydgoszcz, società pallavolistica femminile

### Campionati
- Bydgoszcz ha ospitato nel 2008, dall'8 al 13 luglio, e nel 2016, dal 19 al 24 luglio, i Campionati mondiali juniores di atletica leggera.
- Campionato europeo femminile di pallavolo 2009
- Campionato europeo maschile di pallacanestro 2009
- Campionati del mondo di corsa campestre nel 2013 e 2010.
- Campionato mondiale maschile di pallavolo 2014
- Campionati Europei Paralimpici di Atletica Leggera 2021

### Strutture sportive
- Lo Stadion Polonii Bydgoszcz di proprietà dello Stato
- Lo Stadion im. Zdzisława Krzyszkowiaka di proprietà dello Stato
- Lo Stadion im. Czesława Kobusa è sede delle partite del Chemik Bydgoszcz
- Nel 2002 è stata inaugurata la Hala Łuczniczka

## Galleria d'immagini

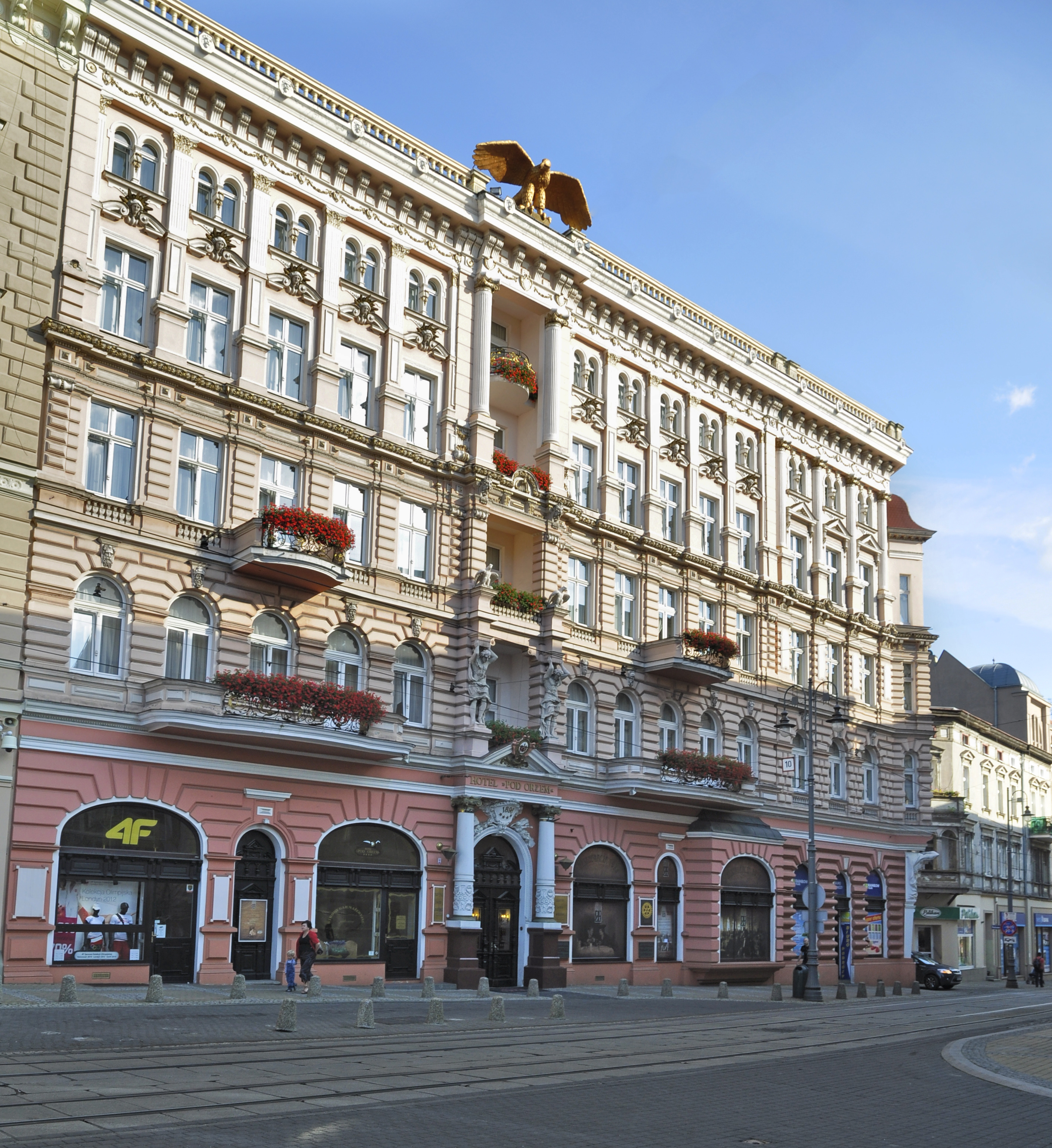
Hotel Aquila
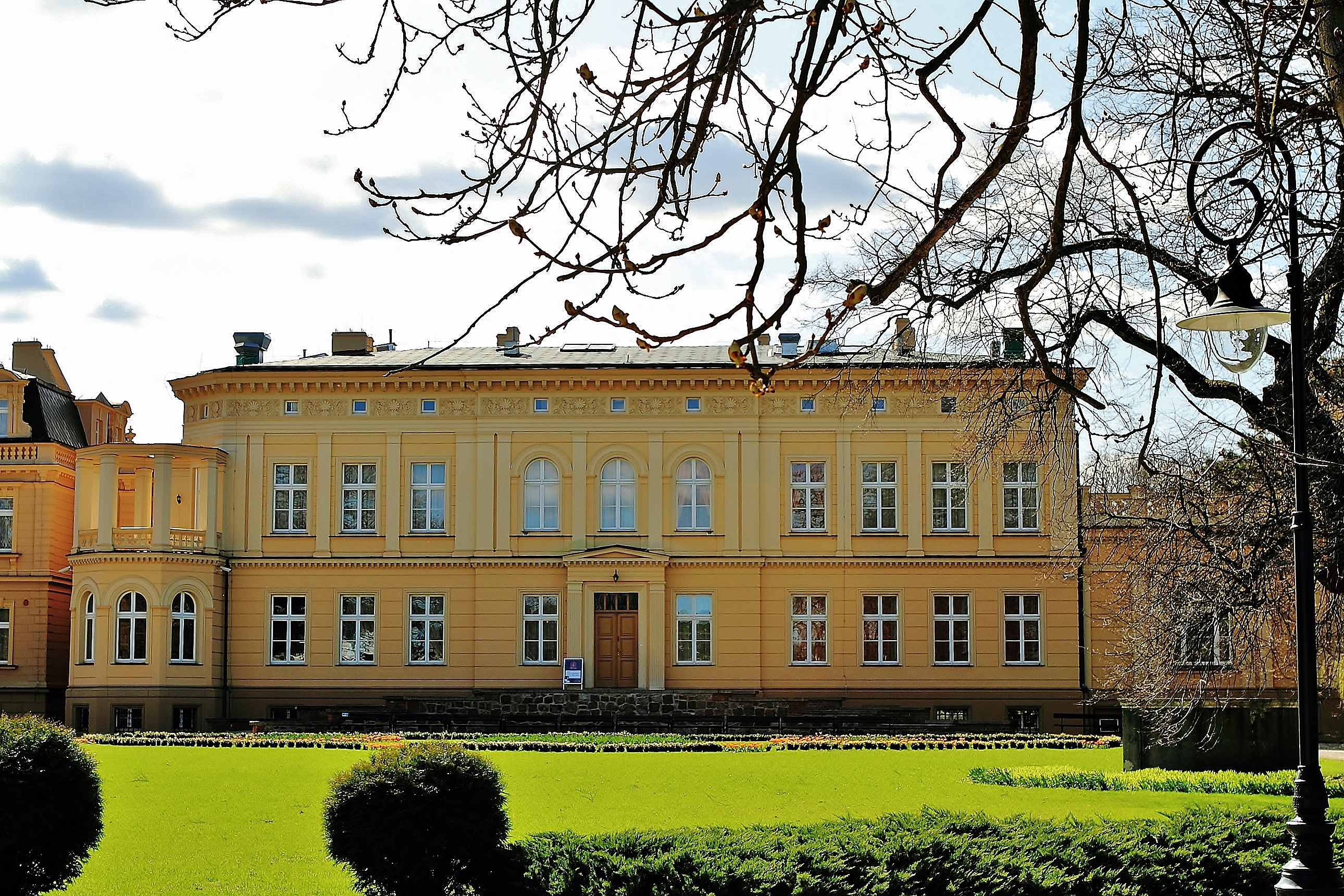
Palazzo Ostromecko vicino a Bydgoszcz
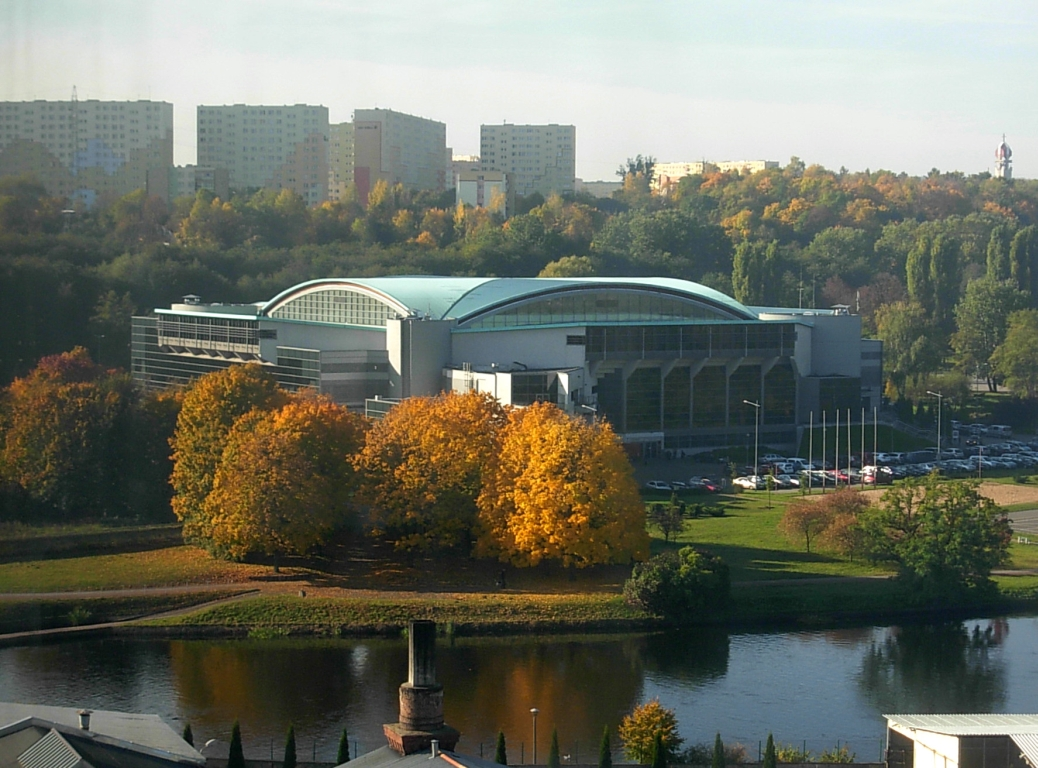
Palazzetto dello Sport (Hala Łuczniczka)
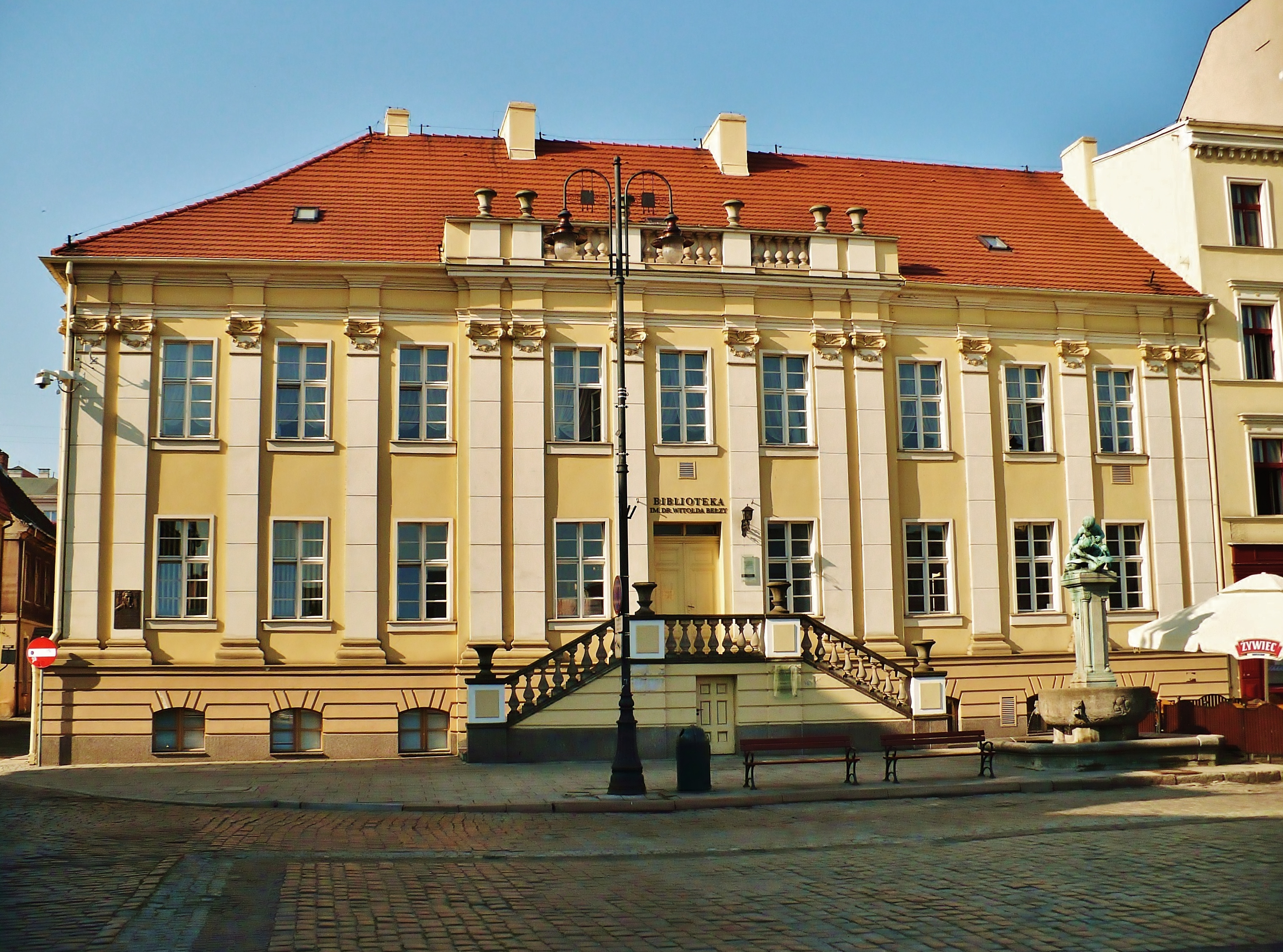
Storico ufficio prussiano, attuale biblioteca
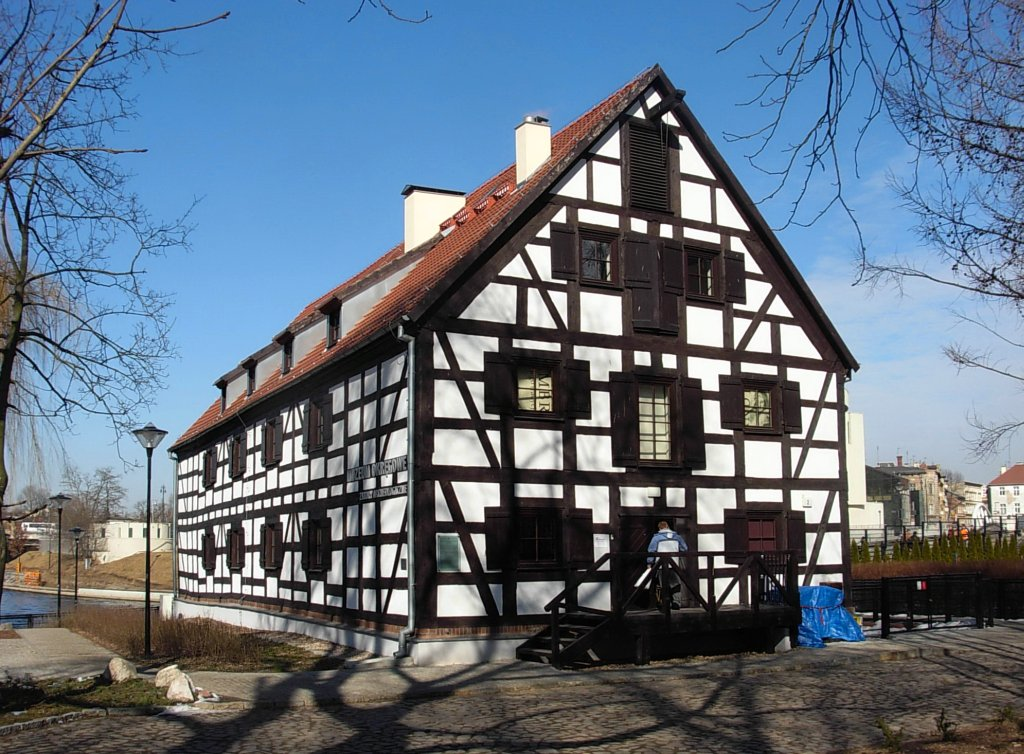
Storici edifici commerciali (granaio)
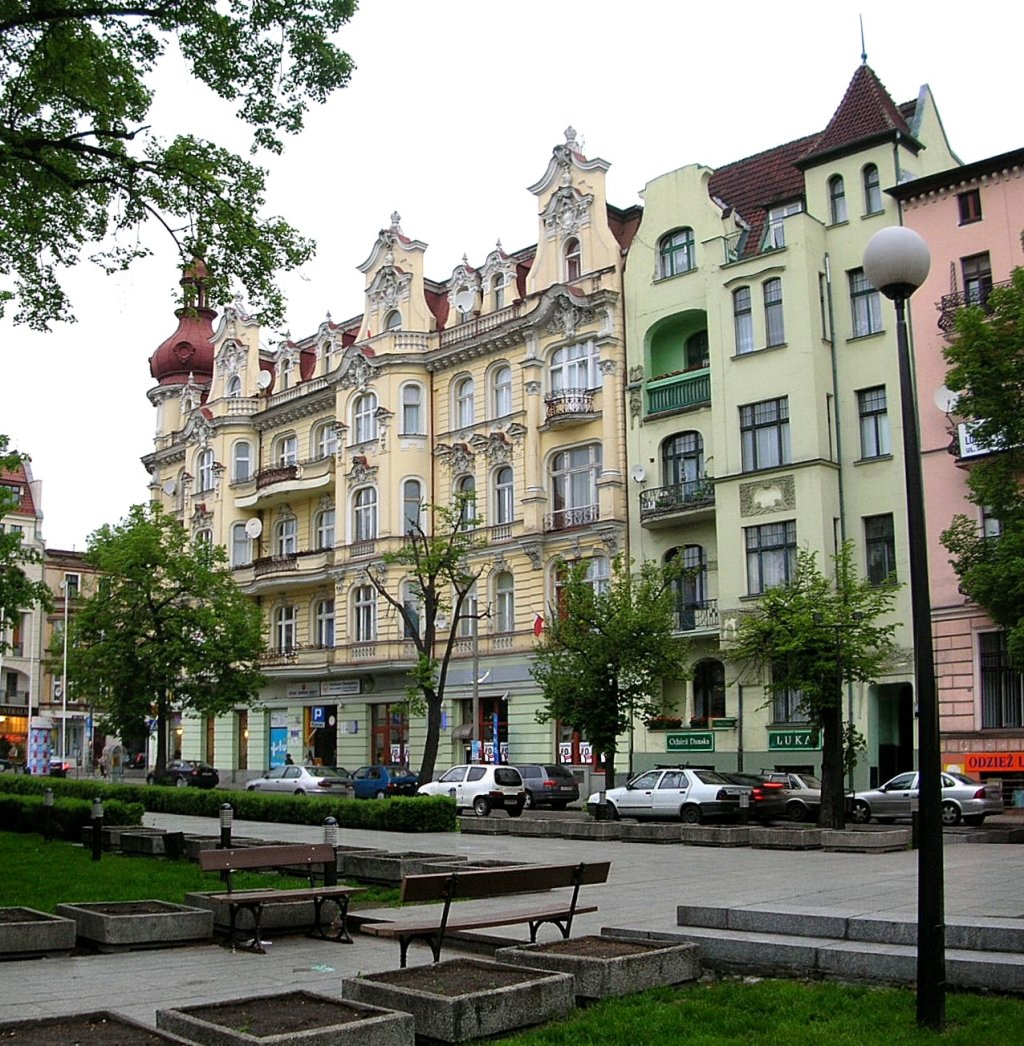
Centro cittadino
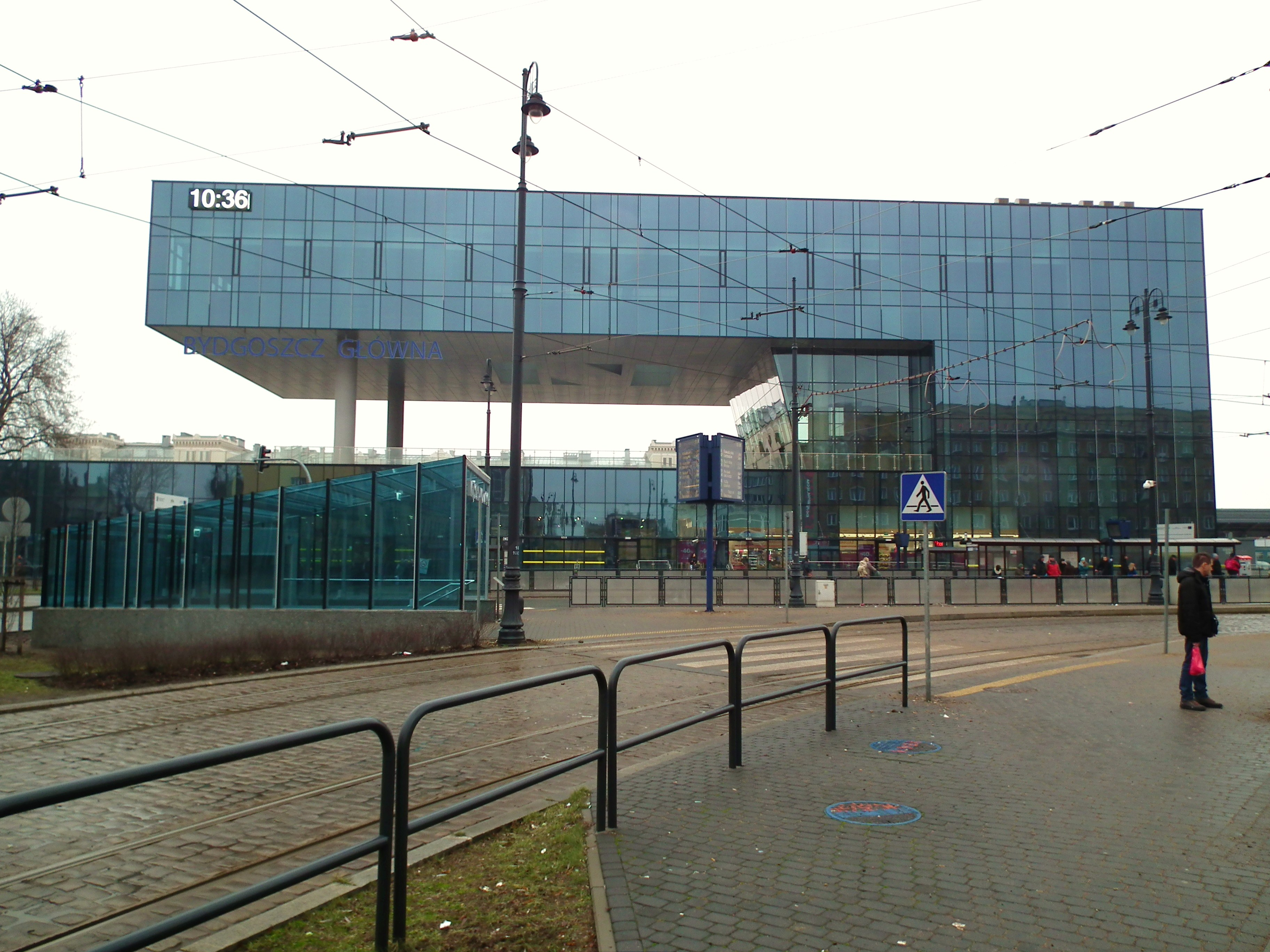
Stazione "Bydgoszcz Centrale" (Dworzec Bydgoszcz Główna)
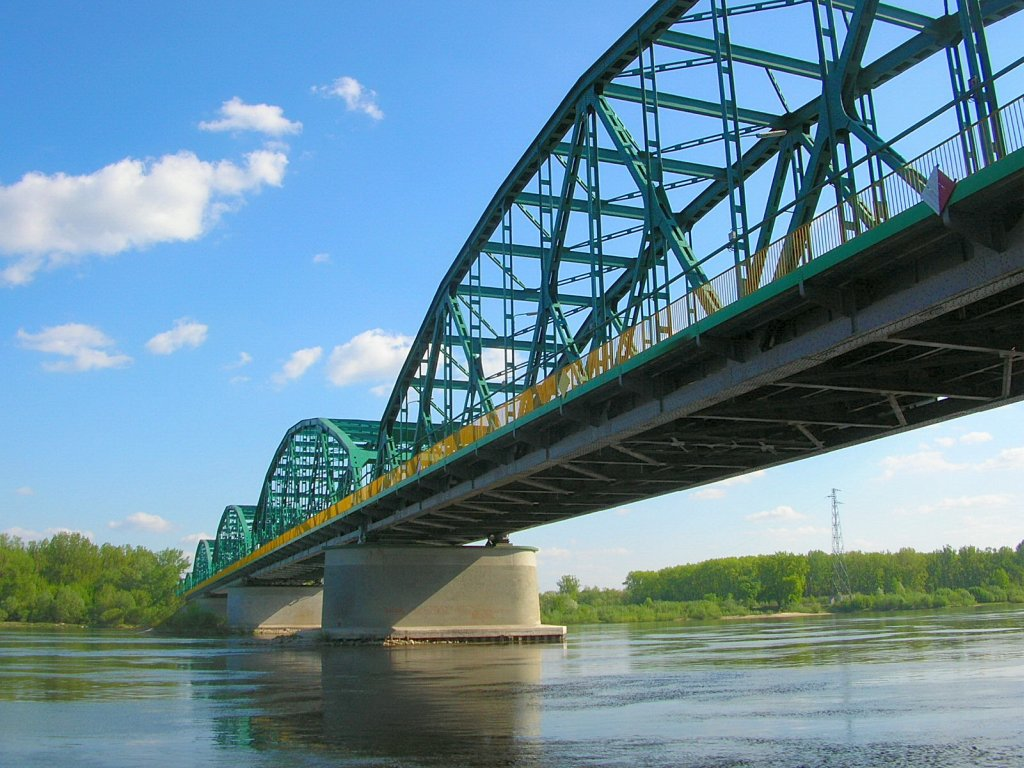
Ponte Ralph Modjeski nel quartiere di Fordon
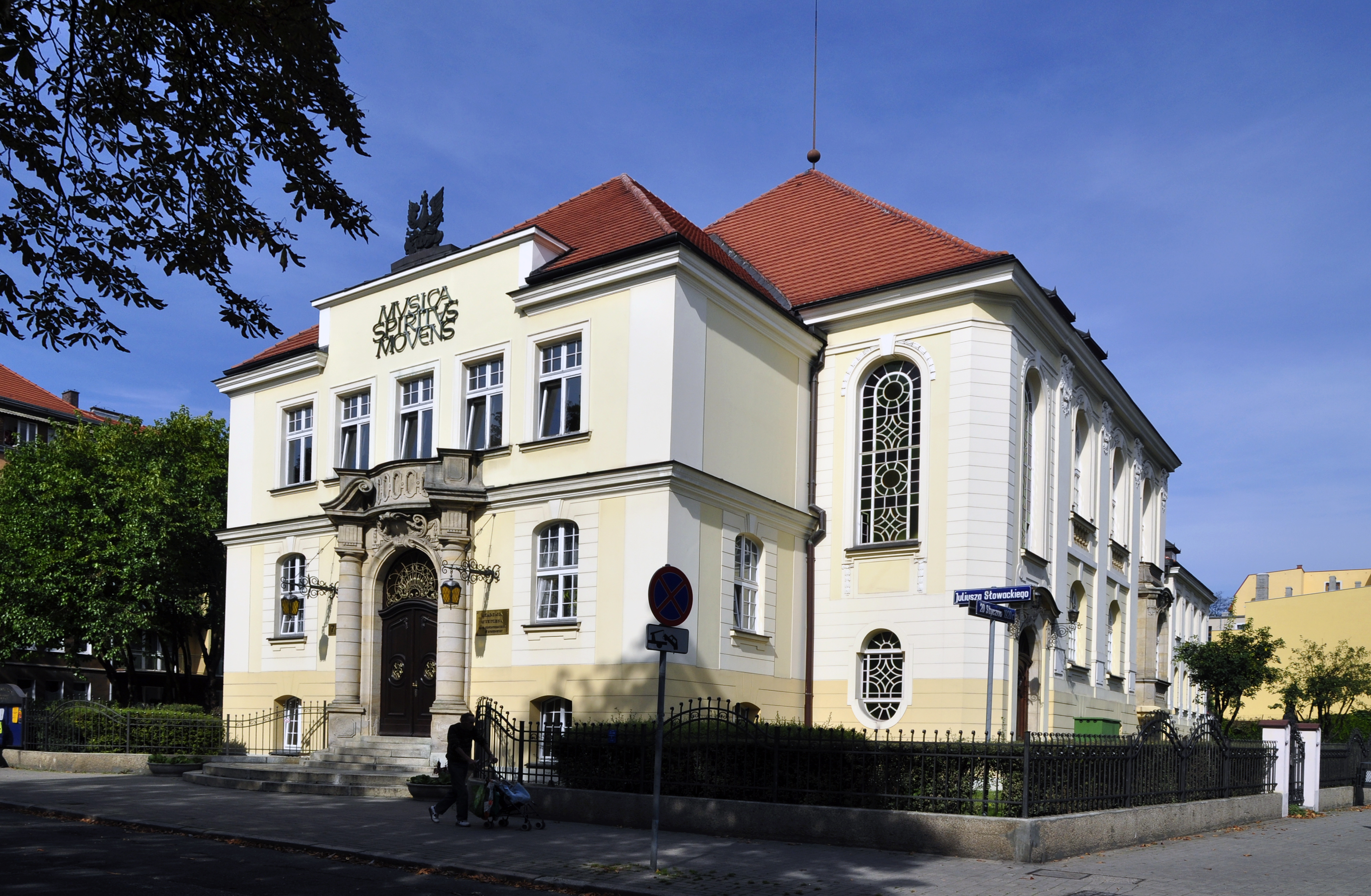
Accademia di musica